# Vratislav Lukáš
Vratislav „Aťa“ Lukáš (30. září 1954 Brno – 8. května 2021 Brno) byl český rockový a folkový hudebník, skladatel, zpěvák a multiinstrumentalista – hráč na violoncello, akustickou kytaru, baskytaru a klávesové nástroje.

## Biografie
Jeho otcem byl violoncellista brněnské filharmonie Vratislav Lukáš. V dětství se věnoval hře na housle, které později vyměnil violoncello, takže kráčel v otcových stopách. Hru na tento nástroj vystudoval na brněnské konzervatoři. Roční základní vojenskou službu absolvoval v bratislavském armádním uměleckém souboru, kde hrál klasickou a lidovou hudbu. Následně působil jako cellista v Orchestru studia Brno, Státní filharmonii Brno a v divadle. V roce 1977 se po několika měsících od skončení vojny stal členem folkového uskupení Vondrák–Bodlák–Lukáš, které se zanedlouho stalo také doprovodnou kapelou zpěvačky Froso Tarasidu. V březnu 1979 trio opustil a přestoupil do rockové skupiny Synkopy 61, kde se stal jedním ze zpěváků a skladatelů; hrál také na violoncello, akustickou kytaru, baskytaru a klávesy. Již krátce po svém příchodu nahrál s kapelou ve studiu tři nové písně, které byly určeny pro chystané album Kolemjdoucí. To se však vydání nedočkalo, pouze v roce 1980 vyšel ve vydavatelství Panton singl „Kolemjdoucí“/„Mlha“ (třetí píseň s Lukášem, „Touha pradávná“, vyšla až v 90. letech v rámci série kompilačních alb Synkop). Po návratu Oldřicha Veselého do Synkop, které začaly používat název Synkopy a Oldřich Veselý, a s tím souvisejících stylových změnách se podílel na artrockových albech Sluneční hodiny (1981) a Křídlení (1983), na druhém i autorsky. Po odchodu ze Synkop v roce 1984 hrál ve folkrockové kapele Folk Team i v dalších uskupeních, jako je například skupina Quanti Minoris.
Se skupinou Synkopy 61 vystoupil v roce 2011 jako host na koncertě k padesátému výročí založení kapely v brněnském klubu Šelepka.
Zemřel 8. května 2021 ve věku 66 let.